# Flora of the Venezuelan Guayana
Flora of the Venezuelan Guayana (abreviado Fl. Venez. Guayana) es un libro con ilustraciones y descripciones botánicas que fue escrito conjuntamente por Steyerm., P.E.Berry & Bruce K. Holst y publicado por Missouri Botanical Garden en St. Louis en 9 volúmenes en los años 1995-1997.
Flora of the Venezuelan Guayana, es un libro multivolumen de la flora que describe las plantas vasculares de la Región de la Guayana de Venezuela , que abarca los tres estados al sur del Orinoco: Amazonas, Bolívar y Delta Amacuro. Iniciado por Julian Alfred Steyermark a principios del decenio de 1980, se completó después de su muerte bajo la dirección de Paul Edward Berry, George A. Yatskievych y Bruce K. Holst. Los nueve volúmenes fueron publicados entre 1995 y 2005 por Timber Press y el Missouri Botanical Garden. El proyecto reunió a más de 200 botánicos de todo el mundo y fue "el primer esfuerzo para producir una guía completa de inventario e identificación de las plantas de una extensa región como el norte de América del Sur".

## Volúmenes
El primer volumen, escrito principalmente por el ecologista italiano Otto Huber, es una introducción a la geografía, la ecología, la historia y la conservación de la Guayana venezolana, e incluye dos mapas plegables de la región (una de la vegetación y otra de la topográfica, tanto 1: 2000000 escala). Los siguientes ocho volúmenes cubren las familias de plantas conocidas de la zona por orden alfabético, con el tratamiento de alrededor de 1000 a 1300 especies. Los helechos y aliados de los helechos están cubiertos en la primera parte del volumen 2, con el resto de ese volumen, y el resto de la flora, dedicado a Spermatophyta (generalmente siguiendo el sistema de Cronquist de plantas con flores). Tanto las especies nativas, como las naturalizadas están incluidas. Alrededor de la mitad de todas las especies se ilustran con dibujos lineales en blanco y negro realizadas por el artista venezolano Bruno Manara. Las especies incluyen una no exhaustiva relación de sinonimias y los nombres vernáculos que en ocasiones se les da.
- Volume 1, Introduction (1995). ISBN 9780915279739. 363 pp.
- Volume 2, Pteridophytes, Spermatophytes, Acanthaceae-Araceae (1995). ISBN 9780915279746. 706 pp., 1285 especies, 618 dibujos.
- Volume 3, Araliaceae-Cactaceae (1997). ISBN 9780915279463. 792 pp., 1113 especies, 628 dibujos.
- Volume 4, Caesalpinaceae-Ericaceae (1998). ISBN 9780915279524. 799 pp., 1329 especies treated, 621 line drawings.
- Volume 5, Eriocaulaceae-Lentibulariaceae (1999). ISBN 9780915279715. 833 pp., 1304 especies, 707 dibujos.
- Volume 6, Liliaceae-Myrsinaceae (2001). ISBN 9780915279814. 803 pp., 1217 especies treated, 657 dibujos.
- Volume 7, Myrtaceae-Plumbaginaceae (2003). ISBN 9781930723139. 765 pp., 1338 especies, 646 dibujos.
- Volume 8, Poaceae-Rubiaceae (2004). ISBN 9781930723368. 874 pp., 1248 especies, 659 dibujos.
- Volume 9, Rutaceae-Zygophyllaceae (2005). ISBN 9781930723474. 608 pp., 971 especies, 503 dibujos.